# Рижков Віталій Леонідович
Рижков Віталій Леонідович (30 червня 1896, село Буринь Путивльського повіту Курської губернії, нині місто Сумської області — 12 серпня 1977, місто Москва, РФ) — учений-вірусолог, член-кореспондент АН СРСР (1946), професор, доктор біологічних наук.

## Біографія
Рижков Віталій Леонідович народився 30 червня 1896 року в селі Буринь Путивльського повіту Курської губернії (нині місто Сумської області) в селянській сім'ї.
Закінчив Комуністичний сільськогосподарський університет ім. Артема в м. Харків;

## Трудова діяльність
У 1922—1930 роках працював завідувачем кафедри загальної біології. У 1930—1933 роках — завідувач кафедри загальної біології та генетики Харківського університету; у 1936—1968 роках — завідувач відділу вірусології Інституту мікробіології Академії наук СРСР, у 1941—1944 роках — старший науковий співробітник Інституту зоології АН УРСР, водночас у 1945—1958 рр. працював в Інституті вірусології Академії медичних наук СРСР. Член-кореспондентАкадемії наук СРСР, лауреат Сталінської премії (1946); відзначений урядовими нагородами.
Працював над вивченням вірусів рослин. У 1938 році розробив новий метод одержання очищеного вірусу тютюнової мозаїки. Провів низку досліджень з фізіології вірусів; встановив характер змін обміну речовин вищих рослин, що викликані вірусами. Проводив також дослідження з генетики статі, таратології квітки, теоретичної біології, вивчав молекулярні основи пам'яті.

## Досягнення
Лауреат Державної премії СРСР (1946).
Нагороджений двома орденами Трудового Червоного Прапора, орденом «Знак пошани»

## Наукові праці
- «Генетика статі» (1936)
- «Мутації та хвороби хлорофілового зерна» (1939)
- «Основи вчення про вірусні хвороби рослин» (1944)
- «Фітопатогенні віруси» (1946)
- «Про основні поняття генетики» (1956)
- «Короткий нарис історії вивчення вірусів» (1961)
- «Атлас вірусних хвороб рослин» (1968, у співавт.)
- «Структура життя» (1972) та ін.